# Past, Present & Future
A Past, Present & Future egy válogatásalbum Rob Zombie-tól, amely 2003. szeptember 23-án jelent meg a Geffen-nél, Scott Humphrey producer közreműködésével. Az albumon található dalok 1991 és 2003 között készültek. A lemezen megtalálhatóak a White Zombie legsikeresebb dalai, valamint Rob szólókarrierjének legismertebb dalai is. Ezek mellett még olyan dalok is megtalálhatóak, amik nem szerepeltek korábban nagylemezeken. Ilyen például a "Hands of Death (Burn Baby Burn)", amelyet Rob Alice Cooper-rel készített el. Található az albumon olyan dalok, amelyek filmekben szerepeltek ("The Great American Nightmare", "I'm Your Boogieman", "Birck House 2003").
Az albumhoz tartozik egy DVD is, amelyen 10 videóklip található.

## Az album dalai
1. "Thunder Kiss '65" – 3:54
2. "Black Sunshine (w/Iggy Pop)" – 4:49
3. "Feed the Gods" – 4:30
4. "More Human than Human" – 4:28
5. "Super-Charger Heaven" – 3:37
6. "I'm Your Boogieman" – 4:27 (A KC and the Sunshine Band dalának feldolgozása)
7. "Hands of Death (Burn Baby Burn) (w/Alice Cooper)" – 4:12
8. "The Great American Nightmare (w/Howard Stern)" – 3:54
9. "Dragula" – 3:42
10. "Living Dead Girl" – 3:22
11. "Superbeast" – 3:40
12. "Feel So Numb" – 3:53
13. "Never Gonna Stop (The Red Red Kroovy)" – 3:10
14. "Demon Speeding" – 3:44
15. "Brick House 2003 (w/Lionel Richie & Trina)" – 3:48 (A The Commodores dalának feldolgozása)
16. "Pussy Liquor" – 4:46
17. "Blitzkrieg Bop" (A Ramones dalának feldolgozása) – 2:43
18. "Two-Lane Blacktop" – 3:02
19. "Girl on Fire" – 3:29

## DVD
1. Thunder Kiss '65
2. More Human than Human
3. Dragula
4. Living Dead Girl
5. Superbeast
6. Never Gonna Stop (The Red Red Kroovy)
7. Feel So Numb
8. Demonoid Phenomenon
9. Return Of The Phantom Stranger
10. Spookshow Baby